# Charles Montier
Charles Montier (ur. 28 czerwca 1879 roku w Neapolu, zm. w czerwcu 1952 roku w Paryżu) – francuski kierowca wyścigowy.

## Kariera
W swojej karierze wyścigowej Montier poświęcił się głównie startom w wyścigach Grand Prix oraz w wyścigach samochodów sportowych. W 1930 roku w Grand Prix Belgii uplasował się na szóstej pozycji, a cztery lata później był piąty. W 1931 roku Francuz był klasyfikowany w Mistrzostwach Europy AIACR. Z dorobkiem 21 punktów został sklasyfikowany na 34. miejscu w końcowej klasyfikacji kierowców.
W latach 1923-1925 Francuz pojawiał się w stawce 24-godzinnego wyścigu Le Mans. W pierwszym sezonie startów uplasował się na siódmej pozycji w klasie 3, a w klasyfikacji generalnej był czternasty. W kolejnych dwóch sezonach nie dojeżdżał do mety.